# Веро Воллей
«Веро Воллей» (Vero Volley) — итальянский женский волейбольный клуб из Монцы. 
Названия команды: «Про Виктория» (1981—2016), «Саугелла» (2016—2021), «Веро Воллей» (2021—2022), «Веро Воллей Милано» (с 2022).   

## Достижения
- 3-кратный серебряный призёр чемпионатов Италии — 2022, 2023, 2025;
  - двукратный бронзовый призёр чемпионатов Италии — 2021, 2024.
- 3-кратный серебряный призёр розыгрышей Кубка Италии — 2023, 2024, 2025.

- серебряный (2024) и бронзовый (2025) призёр Лиги чемпионов ЕКВ.
- победитель розыгрыша Кубка ЕКВ 2021.
- победитель розыгрыша Кубка вызова ЕКВ 2019.
- бронзовый призёр чемпионата мира среди клубов 2024.

## История
Волейбольный клуб «Про Виктория» был образован в Монце (область Ломбардия, Италия) в 1981 году. До 2006 команда клуба участвовала только в региональных соревнованиях, а затем была заявлена в серию В2 чемпионата Италии, в которой играла на протяжении трёх сезонов.
В 2008 году на базе 5 волейбольных клубов (в том числе и «Про Виктории») провинций Монца-э-Брианца и Милан был образован консорциум «Веро Воллей». Местом базирования новой структуры стала Монца.
В 2009 «Про Виктория» стала победителем серии В2 и вышла в серию В1 чемпионата Италии, где играла 4 сезона. С 2013 года команда выступала уже в серии А2, а в 2016, выиграв плей-офф чемпионата, вошла в число сильнейших команд страны — серию А1.
В серии А1 команда выступала под именем «Саугелла», по названию ряда товаров фармацевтической компании «Viatris», ставшей одним из спонсоров клуба. Первый большой успех к команде из Монцы пришёл в 2019 году, когда она выиграла Кубок вызова ЕКВ, а в плей-офф чемпионата Италии дошла до полуфинала. В 2021 «Саугелла» стала обладателем своего второго европейского трофея, победив в финале Кубка ЕКВ турецкий «Галатасарай». В регулярном первенстве того года команда стала третьей, а в плей-офф вновь дошла до полуфинала, где уступила «Игор Горгондзоле» из Новары.
В сезоне 2021/22 команда выступала под клубным названием — «Веро Воллей». В чемпионате страны волейболистки из Монцы впервые до финала, где в напряжённой борьбе уступили лидеру итальянского женского волейбола — «Имоко Воллей» (Конельяно) 1-3 (3:2, 2:3, 0:3, 2:3) Состоялся дебют команды в Лиге чемпионов ЕКВ, где «Веро Воллей» проиграла в двух матчах четвертьфинала всё тому же «Имоко Воллей».
В 2023 и 2025 «Веро Воллей» вновь выходила в финалы чемпионатов страны, но вновь неизменно проигрывала команде «Имоко Воллей». 
С 2022 название команды стало «Веро Воллей Милано», по имени клуба «Милано», входящего в консорциум «Веро Воллей». В розыгрыше Кубка Италии волейболистки Монцы впервые дошли до финала, где уступили «Имоко Воллей» 0:3.  В чемпионате Италии команда вновь играла в финале, но в уже традиционном противостоянии с «Имоко Воллей» опять проиграла 2-3.

## Волейбольный клуб «Веро Воллей»
- Президент — Карло Ригальдо.
- Спортивный директор — Клаудио Бонати.
- Менеджер команды — Чезаре Капетти.

## Арена

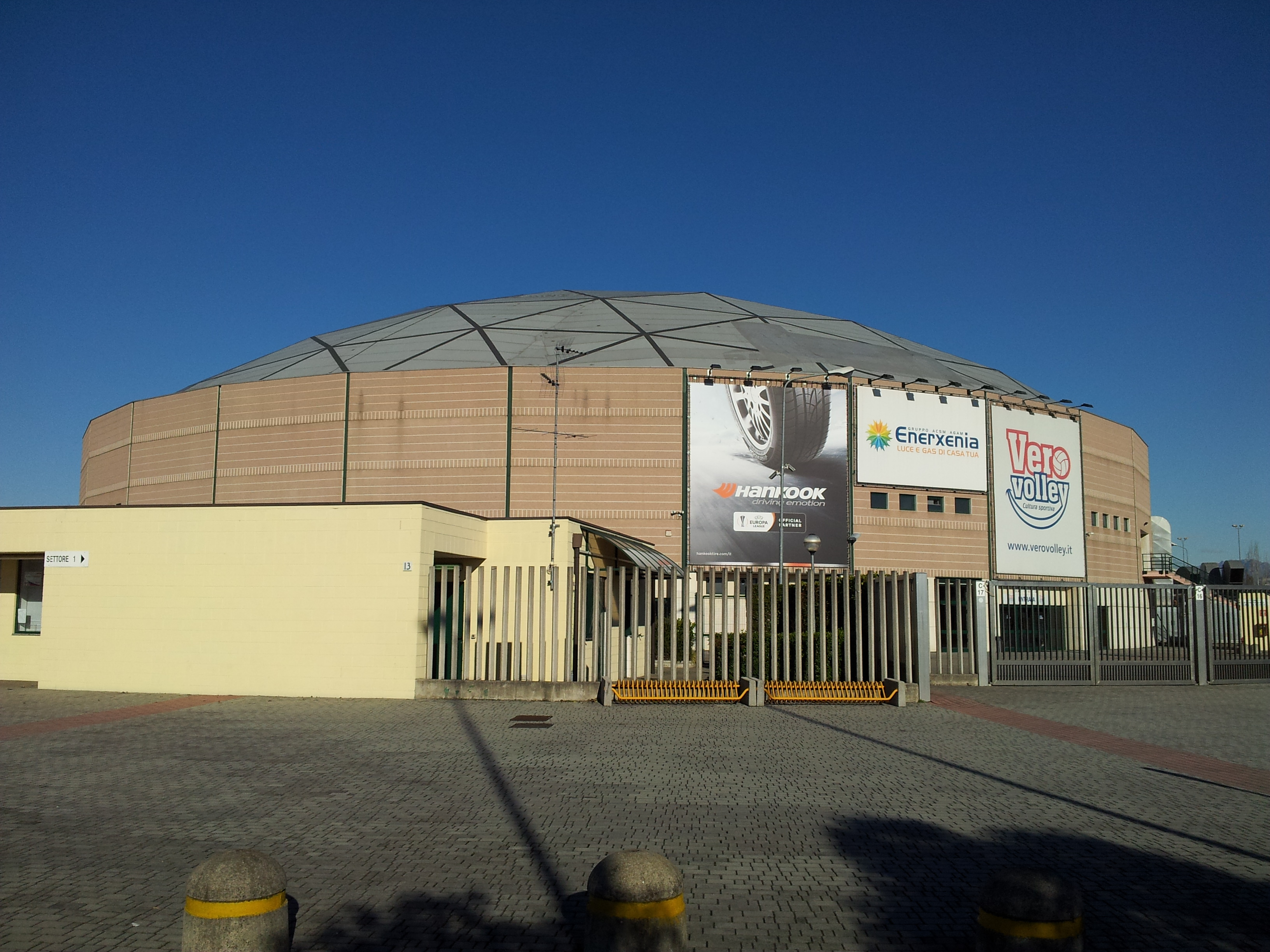
Arena di Monza

Домашние матчи команда проводит во Дворце спорта «Арена ди Монца», расположенном в северо-восточной части Монцы. Вместимость — 4500 зрителей. Открыт в 2003 году. Также является домашней ареной мужской команды «Веро Воллей», выступающей в суперлиге чемпионата Италии.
Дворец используется для проведения концертов и других спортивных соревнований. Являлся одной из арен женского чемпионата Европы по волейболу 2011.

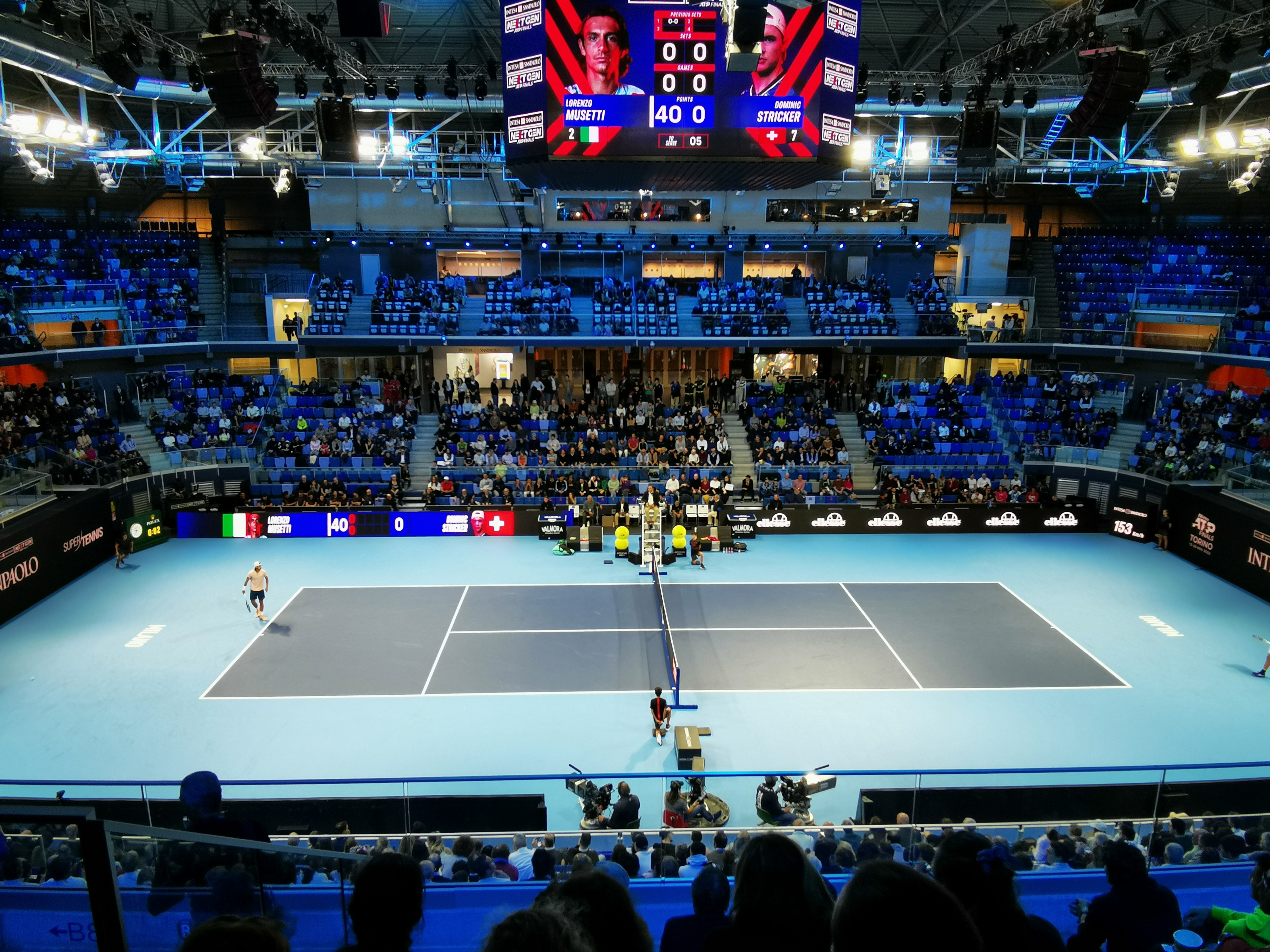
Allianz Cloud Arena

Часть матчей команда играет в миланской «Альянц Клуд Арене». В прошлом носила название «ПалаЛидо». Вместимость — 5420 зрителей. Открыта в 1961, реконструирована в 2019 году. Является домашней ареной мужской волейбольной команды «Альянц Милано».

## Сезон 2024—2025

### Переходы
Пришли: Ж.Гелен («Леваллуа Пари Сен-Клу», Франция), А.Данези, Л.Гуиди (обе — «Игор Горгондзола»), Р.Маринова («РК де Канн», Франция), А.Гуэрра («Мультипаша», Турция), Э.Пьетрини («Динамо-Ак Барс», Россия), Л.Константиниду (АЭК, Греция), С.Фукудомэ («Дэнсо Эйрибис», Япония), Х.Куртагич («Нептун де Нант», Франция), главный тренер С.Лаварини («Фенербахче», Турция).
Ушли: Р.Фолье, Б.Паррокьяле, Б.Кастильо, К.Баджема, Д.Реттке, Т.Пушич, С.Канди, А.Малуал, В.Пранди, В.Пичокки, главный тренер М.Гаспари.

### Состав
| №  | Имя, фамилия           | Год рождения | Рост | Амплуа      | Гражданство |
| -- | ---------------------- | ------------ | ---- | ----------- | ----------- |
| 1  | Элена Казот            | 1997         | 184  | нападающая  | Франция     |
| 2  | Жюльетт Гелен          | 2001         | 162  | либеро      | Франция     |
| 3  | Лудовика Гуиди         | 1992         | 185  | центральная | Италия      |
| 4  | Радостина Маринова     | 1998         | 186  | нападающая  | Болгария    |
| 5  | Лаура Хейрман          | 1993         | 188  | центральная | Бельгия     |
| 6  | Анастасия Гуэрра       | 1996         | 183  | нападающая  | Италия      |
| 7  | Элена Пьетрини         | 2000         | 188  | нападающая  | Италия      |
| 8  | Алессия Орро           | 1998         | 180  | связующая   | Италия      |
| 11 | Анна Данези            | 1996         | 195  | центральная | Италия      |
| 12 | Ламприни Константиниду | 1996         | 184  | связующая   | Греция      |
| 13 | Сатоми Фукудомэ        | 1997         | 162  | либеро      | Япония      |
| 14 | Хена Куртагич          | 2004         | 195  | центральная | Сербия      |
| 17 | Мириам Силла           | 1995         | 181  | нападающая  | Италия      |
| 18 | Паола Эгону            | 1998         | 195  | нападающая  | Италия      |
| 19 | Ника Далдероп          | 1998         | 189  | нападающая  | Нидерланды  |

- Главный тренер — Стефано Лаварини.
- Тренеры — Андреа Мафричи, Лука Букайони.